# 小行星1522
小行星1522（1522 Kokkola）是一颗围绕太阳公转的小行星。1938年11月18日，利斯·奧特瑪在图尔库发现了此天体。
該小行星以芬蘭的城市科科拉命名。
这颗小行星的绝对星等为30.26429230606394等。